# Леман, Джон
Джон Ф. Леман-младший (англ. John F. Lehman Junior; род. 14 сентября 1942, Филадельфия, Пенсильвания) — американский политик, министр ВМС США при президенте Рональде Рейгане с 1981 года по 1987 год. 
Двоюродный брат Грейс Келли.
Учился в "La Salle College High School", а затем в Университете Пенсильвании (степень магистра).
Работал в Резервном командовании ВВС в течение трёх лет. 
Также Леман был председателем совета директоров Technology Solutions Inc. и почетным членом Первого десанта городской кавалерии Филадельфии.

## Личная жизнь
Он и его семья живут в округе Бакс, штат Пенсильвания, США, и на Манхэттене . 
Он давний республиканец.

## Ссылка
- National Commission on Terrorist Attacks Upon the United States (англ.)
- Упоминания в телепередачах кабельной сети C-SPAN